# Cratere Pokoh
Pokoh è un cratere sulla superficie di Rea.